# Lovelyz所愛的加拿大
《Lovelyz所愛的加拿大》為韓國SkyTravel自2017年6月8日起於Youtube播出的綜藝節目，節目讓Lovelyz以平凡少女的身分，分隊前往加拿大進行對抗。

## 各集內容
| 集數 | 播放日期      | 主題 |
| ---- | ------------- | ---- |
| 1    | 2017年6月8日  |      |
| 2    | 2017年6月15日 |      |
| 3    | 2017年6月22日 |      |
| 4    | 2017年6月29日 |      |
| 5    | 2017年7月6日  |      |